# Tađêô Lê Hữu Từ
Tađêô Lê Hữu Từ (28 tháng 10 năm 1897 – 24 tháng 4 năm 1967) là một giám mục Công giáo người Việt Nam, với khẩu hiệu giám mục là "Tiếng kêu trong hoang địa" (Vox Clamantis Mt 3:3). Ông từng là Giám mục Đại diện Tông Tòa Hạt Đại diện Tông Tòa Phát Diệm, được xem là người thành lập và lãnh đạo lực lượng Tự vệ Công giáo tại Bùi Chu–Phát Diệm.
Với buổi lễ tấn phong mang đậm dấu ấn của chủ nghĩa dân tộc, Giám mục Lê Hữu Từ đã liên kết trên danh nghĩa với Chủ tịch nước Việt Nam Dân chủ Cộng hòa Hồ Chí Minh và đã thành công trong việc giúp cộng đồng Công giáo (do ông quản lý) tránh được hậu quả chiến tranh khi Việt Nam và Pháp tái chiến kể từ cuối năm 1946 cho đến năm 1949.
Giám mục Lê Hữu Từ và Phạm Ngọc Chi đã cai trị với thẩm quyền tôn giáo và (gần như là nắm quyền chuyên chế) trên phương diện thế tục trên một khu vực mang tên Bùi Chu–Phát Diệm (các Hạt Đại diện Tông Tòa (Địa phận)) một cách độc lập theo nền thần quyền Công giáo. Khu vực này trên thực tế không chịu sự kiểm soát của chính quyền Hồ Chủ tịch (Việt Nam Dân chủ Cộng hòa), chính phủ Quốc gia Việt Nam (Bảo Đại, cho đến 1949) và kể cả Pháp (cho đến năm 1951). Khu vực này rộng 1.070 dặm vuông, có số dân cư là 2,6 triệu người, trong đó khoảng 25% là người Công giáo. Nhiều làng và quận trong khu vực này có 100% giáo dân Công giáo.
Giám mục Từ được xem là một người theo chủ nghĩa dân tộc và chống lại chủ nghĩa Cộng sản và thực dân. Ông cũng được nhận định là "giáo sĩ Công giáo có ảnh hưởng lớn nhất trong Chiến tranh Đông Dương". Tài liệu được giải mật của CIA cũng liệt kê giám mục Từ vào danh sách các giám mục nổi bật trong nhóm Công giáo theo chủ nghĩa dân tộc cực đoan, cùng với Giám mục Chi và Giám mục Ngô Đình Thục. Ông được xem là lãnh đạo tinh thần của những người Công giáo di cư vào miền Nam trong suốt giai đoạn 1954–1967.

## Thân thế
Giám mục Lê Hữu Từ sinh ngày 28 tháng 10 năm 1897 tại Di Loan, nay thuộc thị trấn Cửa Tùng, huyện Vĩnh Linh, tỉnh Quảng Trị, thuộc Tổng giáo phận Huế. Một số tài liệu khác cho rằng là ngày 29 tháng 10 hoặc ngày 27 tháng 10.  Sau khi sinh, Lê Hữu Từ không khóc, do đó cha ông lo sợ cậu bé không sống sót, liền đưa đi cử hành nghi thức Rửa Tội (Thánh Tẩy). Vì cử hành nghi thức vào lễ kính thánh Tađêô, thánh này đã được chọn làm thánh bổn mạng cho cậu. Cậu Lê Hữu Từ là cháu tám đời của vua Lê Hy Tông. Thân phụ Lê Hữu Từ là nhà nho giỏi luật Đa Minh Lê Hữu Ý (1869–1951), thường gọi là "ông Trùm Ý", do đảm nhiệm chức danh Trùm (trong ban điều hành giáo xứ), thân mẫu là bà Inê Trần Thị Dưỡng. Gia đình ông có 10 anh chị em, gồm tám nam và hai nữ, trong đó có hai người sớm qua đời. Trong số các người này, ngoài Lê Hữu Từ sau là giám mục, còn có 2 linh mục (Đa Minh Lê Hữu Luyến (anh; sinh năm 1894) và Giuse Lê Hữu Huệ (em; sinh năm 1903)) và 2 nữ tu (Anna-Marie Lê Thị Ẩn, Isave Lê Thị Ứng) và một nữ tu sĩ sớm qua đời (Mađalêna Lê Thị Dũ). Tất cả những giáo sĩ và tu sĩ là anh em Lê Hữu Từ đều thuộc Tổng giáo phận Huế. Thuở nhỏ, cậu bé Từ ít đau yếu, có năng khiếu về âm nhạc và có một giọng hát thanh và cao nên thường được tham gia hát vào các đại lễ Công giáo.

## Thời kỳ tu học
Do có thói nghịch ngợm, song thân không đánh giá cao khả năng tu trì của Lê Hữu Từ so với những người con khác và còn tỏ ý ngăn cấm do đánh giá con mình ương ngạnh. Cậu được nhận làm nghĩa tử của một linh mục người Pháp tên là Laurence, quen gọi là "Cố Phước". Ngày 1 tháng 9 năm 1911, cậu bé Lê Hữu Từ bắt đầu con đường tu học bằng việc theo học ở Tiểu chủng viện An Ninh (Cửa Tùng), Quảng Trị. Mười năm sau đó, ngày 1 tháng 9 năm 1921, chủng sinh Từ tiếp tục theo học tại Đại chủng viện Phú Xuân, Huế. Chủng sinh Từ lần lượt được lãnh nhận các nghi thức như cắt tóc, bốn chức nhỏ và chức năm, chức sáu trong giai đoạn từ năm 1922 đến năm 1926.
Sau khi lãnh nhận chức Phó tế, ngoài dự đoán của gia đình là Lê Hữu Từ trở thành linh mục triều, thuộc Địa phận Huế, Phó tế Từ quyết định gia nhập dòng Phước Sơn, tọa lạc phía Tây Bắc Huế. Đây là dòng khổ tu và các tu sĩ tự lực mưu sinh. Mong muốn gia nhập dòng khổ tu này trước đó đã được bộc lộ sau khi chủng sinh Từ nhậm chức Năm (trợ phó tế) nhưng không nhận được sự ủng hộ của thân sinh. Sau khi nhận chức Sáu (phó tế) và không chịu tiến (thêm trên con đường tu trì), bề trên đồng ý với ước muốn của Phó tế Từ. Sau khi đến thực hiện nghi thức cấm phòng tại dòng khổ tu, một tháng sau đó, ngày 15 tháng 9 năm 1928, Lê Hữu Từ gia nhập Dòng Xitô Phước Sơn tại núi Phước, Huế bằng nghi thức nhận áo dòng, trở thành thỉnh sinh của dòng. Lê Hữu Từ được đưa vào danh sách những người Thử (thuộc "nhà Thử") với thời gian dự kiến là sáu tháng. Ngày 8 tháng 12 cùng năm, hội dòng bỏ phiếu cho cậu phó tế chính thức mặc áo Tập (nhà Tập).

## Linh mục
Sau mười ngày mặc áo nhà Tập dòng khổ tu Phước Sơn, Lê Hữu Từ được quyết định cho chịu chức linh mục. Nghi thức truyền chức cử hành ngày 22 (hoặc 19) tháng 12 năm 1928, phó tế Lê Hữu Từ được truyền chức linh mục bởi giám mục chủ phong Alexandre Marcou Thành, giám mục Địa phận Phát Diệm, thay thế giám mục Eugène Marie Joseph Allys Lý của Địa phận Huế gặp vấn đề về thị lực. Hơn một năm sau khi được truyền chức linh mục, ông chính thức cử hành nghi thức khấn dòng Xitô và nhận tên thánh thứ hai là Anselmô vào ngày 25 tháng 12 năm 1929. Năm 1931, ông chính thức giữ vai trò phụ trách Nhà Tập (Tập sư nhà tập). Ngày 25 tháng 7 năm 1933, Tổ phụ sáng lập dòng khổ tu Phước Sơn Denis qua đời, và cũng từ năm 1933, Phước Sơn chính thức sáp nhập vào dòng Xitô, Lê Hữu Từ được chọn làm đan viện phó (bề trên II). Ông cũng kiêm nhiệm vai trò Tập sư nhà tập trong giai đoạn này. Ông thực hiện nghi thức vĩnh khấn ngày 20 tháng 8 năm 1933.
Do dòng Phước Sơn phát triển mạnh và có nhu cầu phát triển thêm nhiều chi nhánh ở ngoại quốc như Cao Miên và Malaysia. Đầu năm 1936, giám mục Gioan Baotixita Nguyễn Bá Tòng gửi thư xin Bề trên Dòng Xitô Phước Sơn lập chi dòng trong địa phận Phát Diệm. Nhận lời giám mục Tòng, ngày 12 tháng 7 cùng năm, Hội dòng Phước Sơn bầu chọn linh mục Lê Hữu Từ làm bề trên tiên khởi với mục đích dẫn đoàn sáng lập dòng tu khổ hạnh Châu Sơn tại Nho Quan, Ninh Bình. Ngày 8 tháng 9 năm 1936, ông chính thức nhận nhiệm vụ Bề trên Dòng Xitô Châu Sơn.
Theo thông tin từ sách Giám mục Lê Hữu Từ và Phát Diệm, 1945–1954, kể từ đầu tháng 2 năm 1936, linh mục Lê Hữu Từ đã nhận nhiệm vụ đi lập nhà dòng mới tại Phát Diệm. Cơ sở vật chất đầu tiên của nhà dòng nhà là vài căn nhà lá và một nhà ngói đồn điền đã bị bỏ hoang từ lâu. Khi đặt chân đến vùng Châu Sơn còn hoang sơ, linh mục Từ chỉ mang theo hành lý là một cây thánh giá, một tràng hạt, 12 đồng bạc Việt Nam và đồng hành có 12 tu sĩ. Lê Hữu Từ và nhóm tu sĩ cùng cải tạo tự nhiên để tiến đến việc xây dựng một thánh đường. Nghi lễ đặt viên đá đầu tiên xây dựng thánh đường Xitô Nho Quan giữa tháng 2 năm 1937. Cùng sống đời sống khổ tu, Đan viện trưởng Lê Hữu Từ cũng không ngoại lệ, ông cũng lao động cực nhọc, thường đi chân đất chỉ trừ lúc cử hành thánh lễ Công giáo (đi dép). Phần việc của ông là đẽo đá, cuốc sỏi, phá rừng làm nương rẫy, chuyên về phân bón và dọn nhà vệ sinh. Năm 1944, một số tu sĩ đầu tiên của dòng mới thực hiện nghi thức tuyên khấn. Giám mục Địa phận Phát Diệm Gioan Maria Phan Đình Phùng đến chủ sự nghi lễ và qua đời tại tu viện.
Đầu năm 1945, nghe tin chiến khu Quỳnh Lưu của Việt Nam thành lập với mục đích chống Nhật và kháng Pháp, linh mục Lê Hữu Từ cùng tu sĩ dòng Trần Quốc Ngoại bí mật đến thăm. Dù nhiều lần trò chuyện với lãnh đạo chiến khu Nguyễn Văn Mộc (sau là Chủ tịch tỉnh Ninh Bình), linh mục Từ vẫn không hay biết Việt Minh theo chủ nghĩa Cộng sản. Ông cho rằng họ là một tổ chức chính trị quy tụ cả những người theo Mác và rất cần sự hỗ trợ. Với tư cách là Viện trưởng, ông nhiều lần hỗ trợ các cán bộ Việt Minh để tránh mặt quân Nhật và Pháp bằng cách cho họ trốn trong tu viện.
Việc chọn lựa tân giám mục địa phận được giám mục Gioan Baotixita Nguyễn Bá Tòng, Giám quản Địa phận gấp rút tiến hành. Nhận thấy linh mục Lê Hữu Từ thông thạo về địa phận với kinh nghiệm 10 năm và là người đứng đầu dòng Xitô, giám mục Tòng đã tiến cử linh mục Từ lên Tòa Thánh.

## Thời kỳ giám mục

### Bổ nhiệm và tấn phong giám mục
Ngày 11 tháng 7 năm 1945, linh mục Lê Hữu Từ được Giáo hoàng Piô XII bổ nhiệm làm Giám mục Hiệu tòa Daphnusia với chức vị Đại diện Tông Tòa Hạt Đại diện Tông Tòa Phát Diệm. Vốn đang có dự án kiến thiết, xây dựng phát triển nhà dòng, nhận được tin tức này, nhà dòng sửng sốt và ngao ngán. Ông chính thức nhận tin bổ nhiệm vào ngày 19 tháng 7.
Ngày 22 tháng 7, phái đoàn linh mục Phát Diệm gồm Bí thư Tòa giám mục, Giám đốc và một giáo sư Chủng viện đến thăm tân giám mục và chính thức trình văn thư bổ nhiệm. Sửng sốt, giám mục tân cử nhận định: Các linh mục Phát Diệm lầm lạc to, nếu không muốn nói là điên khùng khi chọn một thầy khổ tu chỉ có tài cuốc đất, nhặt cỏ. Họ đã bàn thảo về chương trình lễ tấn phong, vốn đã ấn định ngày 29 tháng 10 cùng năm. Sau này, khi chia sẻ vấn đề bổ nhiệm giám mục Phát Diệm, Giám mục Từ cho biết sở dĩ ban đầu ông không muốn nhận giáo phận Phát Diệm là do ông quan niệm rằng Phát Diệm không có các linh mục và giáo dân xuất sắc và làm giám mục mà không có cộng sự viên giỏi sẽ chẳng làm được gì, nên khước từ trước thì tốt hơn. Lê Hữu Từ cũng thổ lộ ý mong nhận làm giám mục địa phận Vinh hoặc Huế hơn [địa phận Phát Diệm].
Giám mục tân cử có nhiều cuộc gặp mặt với các giám mục khác nhằm vận động tránh né trọng trách (làm giám mục): giám mục Gioan Baotixita Nguyễn Bá Tòng (nguyên Giám mục Phát Diệm), giám mục Đa Minh Hồ Ngọc Cẩn (địa phận Bùi Chu), giám mục địa phận Thanh Hóa de Coomann Hành,... Tuy vậy, các vị này đều khuyên Lê Hữu Từ vâng phục Tòa Thánh. Ngày 6 tháng 8, giám mục tân cử Lê Hữu Từ đạp xe vào Huế để gặp Khâm sứ Tòa Thánh Drapier và sau hai giờ tranh luận, ông chịu khuất phục [theo ý Tòa Thánh làm giám mục]. Ông về Châu Sơn ngày 13 tháng 8 cùng năm.
Ngày 1 tháng 10 năm 1945, Giám mục tân cử Lê Hữu Từ đến Phát Diệm, chào ra mắt giáo sĩ, giáo dân địa phận với hàng chục nghìn người tham dự. Linh mục Hoàng Quỳnh dẫn một đạo quân từ chiến khu Chiné về tham dự chào mừng, trong tư cách lãnh đạo cách mạng cũng như lãnh đạo chính quyền. Trong dịp này, linh mục Quỳnh cũng gắn lên ngực áo giám mục tân cử huy hiệu Giám mục Việt Minh. Huy hiệu Giám mục của Giám mục Lê Hữu Từ có hình một con rồng theo phong cách Trung Hoa cuộn quanh một chiếc kèn trumpet.
Giám mục Lê Hữu Từ chỉ mời các giám mục người Việt tham gia lễ tấn phong. Khi vị phụ phong là Giám mục Phêrô Máctinô Ngô Đình Thục bị mật thám Pháp cản trở tham dự lễ, Giám mục Từ đã từ chối Giám mục Địa phận Hải Phòng Antonio Colomer Lễ (người ngoại quốc) đến tham dự và làm phụ phong trong nghi thức truyền chức. Lễ tấn phong được cử hành vào ngày 28 hoặc 29 tháng 10 cùng năm tại Nhà thờ chính tòa Phát Diệm, với phần nghi thức truyền chức do chủ phong là giám mục Gioan Baotixita Nguyễn Bá Tòng và phụ phong là giám mục Đa Minh Maria Hồ Ngọc Cẩn, giám mục Địa phận Bùi Chu. Nghi lễ khuyết một vị trí Giám mục phụ phong vì không có giám mục nào được chọn thay thế vị trí của giám mục Thục. Không có bất kỳ một giám mục ngoại quốc nào tham gia lễ truyền chức cho giám mục tân cử. Charles Keith đánh giá chính buổi lễ tấn phong giám mục này đã thể hiện chính các giám mục Công giáo người Việt là nơi khởi đầu cho chủ nghĩa dân tộc trong cộng đồng Công giáo. Đây là lễ tấn phong giám mục đầu tiên sau khi Việt Nam Dân chủ Cộng hòa tuyên bố thành lập. Lê Hữu Từ là giám mục người Việt thứ năm và là một trong bốn giám mục Việt Nam còn sống ở thời điểm này.
Ngoài ba giám mục người Việt và các linh mục tổng đại diện, còn có Thượng tọa Thích Trí Dũng và Đại đức Thích Tâm Châu tham dự lễ tấn phong. Chính phủ Việt Nam Dân chủ Cộng hòa cử phái đoàn đến dự lễ và chúc mừng. Phái đoàn gồm Phạm Văn Đồng, Võ Nguyên Giáp, Nguyễn Mạnh Hà, Trần Huy Liệu và cựu hoàng Bảo Đại. Phái đoàn chính phủ trao thư chúc mừng của Chủ tịch Hồ Chí Minh cho tân Giám mục Lê Hữu Từ, trong thư có đoạn:
| “ | Mừng ngài vì cuộc tấn phong này đã chứng tỏ một cách vẻ vang đạo đức của ngài. Mừng đồng bào Công giáo vì từ nay các bạn đã được một vị lãnh đạo rất xứng đáng. Đồng thời tôi mừng cho nước ta vì tôi chắc rằng: Ngài sẽ lãnh đạo đồng bào Công giáo noi gương Đức Chúa mà hy sinh phấn đấu để giữ gìn quyền Tự do và Độc lập của nước nhà. | ” |

Nhân ngày tấn phong Giám mục của Giám mục Lê Hữu Từ (28 tháng 10 năm 1945), các linh mục Tổng Đại diện và các đại biểu là giáo dân ở các địa phận miền Bắc và miền Trung Việt Nam tiến hành họp hội nghị thành lập Liên Đoàn Công Giáo Việt Nam với châm ngôn: Thiên Chúa và Tổ Quốc. Đồng thời với tiệc mừng tân giám mục, việc phát chẩn cho người nghèo cũng được thực hiện. 14 giờ cùng ngày, tân giám mục cũng đi dự cuộc biểu tình (đồng hành còn có giám mục Hồ Ngọc Cẩn) tại sân vận động Ngô Gia Lễ, trước khi dự tiệc mừng tân giám mục tại Phương Đình vào buổi chiều cùng ngày. Cuộc biểu tình này đã được giám mục tân cử cổ động trong Thư Luân lưu số hai của mình, đề ngày 3 tháng 10 năm 1945.
Sau lễ tấn phong giám mục, ngày 6 tháng 11, phái đoàn ba người gồm giám mục Lê Hữu Từ, linh mục Nguyễn Gia Đệ và ông Nguyễn Đình Minh đến Bắc Bộ Phủ để gặp Hồ Chí Minh nhằm cảm ơn phái đoàn của chính phủ đã tham dự lễ tấn phong giám mục. Chủ tịch Hồ tiếp đón cách nồng hậu và ngỏ ý mời giám mục Từ vào Hội đồng Cố vấn Tối cao của chính phủ (sau khi đã mời cựu hoàng Bảo Đại). Chủ tịch nước Việt Nam Dân chủ Cộng hòa cũng hứa sẽ đáp lễ và thăm Phát Diệm. Giám mục Lê Hữu Từ chấp nhận đề nghị làm Cố vấn, song chỉ cho rằng đó là một cử chỉ xã giao; ông tiếp tục con đường đã chuẩn bị là hành động vì nền độc lập, chống chủ nghĩa Cộng sản. Trả lời phóng viên báo Times và thông tin được xuất bản vào tháng 1 năm 1951, Giám mục Lê Hữu Từ cho biết rằng từ đầu ông đã biết Hồ Chí Minh là một người Cộng sản.

### Mục vụ Địa phận Phát Diệm trước 1954
Sau khi chính thức ra mắt địa phận Phát Diệm (ngày 1 tháng 10 năm 1945), trong bối cảnh nhiều khó khăn do nạn đói và xáo trộn trong xã hội do nhiều biến chuyển trong chính trị. Nhằm ứng phó với tình hình, Giám mục tân cử Từ và Giám mục giám quản Nguyễn Bá Tòng triệu tập các linh mục và tu sĩ và lập ra một chương trình, kế hoạch gồm ba cơ cấu chuyên trách: Hội đồng Địa phận, Ủy ban Cứu tế (để cứu trợ và phát chẩn) và Ủy ban Quân chính (quản lý các vấn đề chính trị, quân sự và học đường). Ủy ban Quân chính sau đó đã lập đoàn võ bị đầu tiên Công giáo, gọi là Thanh niên Công giáo Cứu quốc, trình diện và được giám mục Lê Hữu Từ trao ấn kiếm vào ngày 18 tháng 10 năm 1945.
Sau lễ tấn phong, ngày 1 tháng 11 năm 1945, Lê Hữu Từ chính thức nhận quyền Đại diện Tông Tòa Hạt Đại diện Tông Tòa Phát Diệm (Địa phận Phát Diệm). Lần lượt trong các thư luân lưu 9,12, 13, Giám mục Lê Hữu Từ cho chính thức thiết lập Liên đoàn Công giáo Địa phận Phát Diệm vào tháng 10 năm 1946. Liên đoàn Công giáo chính là một tổ chức thuộc giáo hội, song song với tổ chức Công giáo Cứu quốc thuộc Mặt trận Việt Minh. Riêng trong năm 1946, có 12 thư, 2 chỉ thị và 2 thông cáo, trong đó về các vấn đề tôn giáo có những nội dung như: kêu gọi hàng linh mục yêu thương, hòa hợp và giúp đỡ; nhắc nhở các linh mục chăm sóc các thầy giảng; chỉnh đốn công tác truyền đạo, mở giáo điểm và chỉnh đốn Hội ông thánh Phêrô; cổ vũ tôn sùng Thánh Thể và Mẹ Maria; thiết lập Liên đoàn Công giáo và trường thử địa phận. Giám mục Từ cũng tổ chức kỷ niệm 50 năm linh mục cho nguyên giám mục Phát Diệm Gioan Baotixita Nguyễn Bá Tòng vào ngày 19 tháng 8 năm 1946. Thư luân lưu số 24 ngày 20 tháng 10, Giám mục Lê Hữu Từ nhắc nhớ về dịp kỷ niệm mừng hai năm thụ phong chức giám mục. Giám mục Từ cho biết, hoàn cảnh lúc này đáng buồn hơn đáng vui, và chỉ yêu cầu các linh mục dâng lễ cầu nguyện cho mình.
Suốt trong gần một thập niên trực tiếp quản lý địa phận Phát Diệm, Giám mục Lê Hữu Từ không bao giờ cho đóng cửa các chủng viện và không hạn chế những người muốn đi theo con đường tu trì trong các hội dòng. Tính đến năm 1953, Giám mục Từ đã truyền chức 43 linh mục, đại chủng sinh tăng từ 40 lên 80. Trong thời kỳ này, có khi Đại chủng viện Phát Diệm trở thành nơi đào tạo các chủng sinh từ các địa phận (hạt Đại diện Tông Tòa) khác như Hưng Hóa, Thanh Hoá, Hà Nội và Kon Tum. Ông phát triển Dòng Mến Thánh Giá Phát Diệm và thống nhất các chi nhánh Dòng Mến Thánh Giá trên lãnh thổ Việt Nam.
Về lĩnh vực giáo dục, Giám mục Lê Hữu Từ cho duy trì trường Trần Lục và 48 trường Công giáo, tổng số học sinh vào khoảng 10.000 người. Tháng 10 năm 1950, ông cho 50 người gồm linh mục, chủng sinh, nữ tu và giáo dân đi du học Rôma. Địa phận có một nhà in Lê Bảo Tịnh và một tờ báo là tuần báo Tiếng Kêu, về sau đổi tên gọi trở thành nguyệt san Đời Sống. Do có uy danh, khu vực Phát Diệm có an ninh cao hơn khi chiến tranh tái diễn và do đó nhiều nạn nhân chiến tranh đến Phát Diệm sinh sống. Trong số 60.000 người đến Phát Diệm, có một nửa trong số đó sống cạnh Tòa giám mục. Giám mục Lê Hữu Từ đình chỉ việc xây Đại chủng viện và kiến thiết Trường Trần Lục nhằm lấy  hai mảnh đất và dựng 600 căn nhà cho các gia đình tản cư. Ông cũng dành kinh phí tài chính sửa chữa đê Cồn Thoi, nhằm đảm bảo mùa màng và có lương thực nuôi sống chủng sinh, dân tị nạn.
Trong hoàn cảnh khó khăn, giám mục Từ vẫn tổ chức các hoạt động tôn giáo: đi kinh lý, giảng tĩnh tâm, tuần đại phúc và quan tâm trò chuyện với giáo dân. Ông tổ chức cách trọng thể việc rước tượng Đức Mẹ Fatima tại Địa phận. Ngoài các vấn đề thuần túy tôn giáo, ông cho thành lập trại tiếp cư, hỗ trợ đồng bào không phân biệt tôn giáo là nạn nhân chiến tranh. Ông đã viết tổng cộng 96 thư luân lưu, 15 chỉ thị và 20 thông cáo về các vấn đề về tôn giáo và đời sống trong suốt chín năm trực tiếp cai quản Phát Diệm (1945–1954).
Trong các việc mục vụ cho Địa phận, giám mục Lê Hữu Từ cử linh mục Phêrô Maria Phạm Ngọc Chi làm Chánh án Tòa án Hôn phối Địa phận năm 1946, cố vấn giám mục về luật pháp và chính trị (1945–1950). Năm 1947, linh mục Chi được thăng chức Giám đốc Chủng viện, sau khi đã nắm chức Phó giám đốc kể từ năm 1944.

### Các hoạt động trong Chiến tranh Đông Dương
Các vụ đụng độ giữa chính quyền Cộng sản và giáo quyền Công giáo đa phần giải quyết bằng thương lượng. Giám mục Lê Hữu Từ thừa nhận tính hợp pháp của nước Việt Nam Dân chủ Cộng hòa. Chủ tịch nước Việt Nam Dân chủ Cộng hòa đã nhiều lần gặp trực tiếp Giám mục Lê Hữu Từ trong giai đoạn năm 1945–1947. Lợi dụng tư cách Cố vấn Chính phủ, Giám mục Lê Hữu Từ dùng cách lập luận "Trong chính thể Dân chủ Cộng hoà, dân là chủ. để giải thích theo một chiều hướng khác các quy định của chính phủ [theo cách ông cho là] có lợi cho quyền lợi và quyền tài sản của dân chúng.
Lập trường của Giám mục Lê Hữu Từ là chống cả thực dân Pháp lẫn Việt Minh cộng sản. Tuy vậy, do Mặt trận Việt Minh là tổ chức đang cầm quyền kháng chiến chống Pháp, người Công giáo "phải lựa chọn những gì mình không muốn lựa chọn", theo tác giả linh mục Trương Bá Cần, viết trên báo Công giáo và Dân tộc. Sự chuyển hướng của Giám mục Lê Hữu Từ, theo Tiến sĩ Nguyễn Huy Thông là kết quả của "sự đối đầu loại trừ nhau của vấn đề ý thức hệ mà cả đạo và đời lúc này chưa dễ vượt qua". Tuy người Công giáo mong muốn đi theo phong trào dân tộc, tuy vậy, Tòa Thánh Vatican thời điểm này không có thiện cảm với chủ nghĩa Cộng sản, lực lượng chính lãnh đạo phong trào kháng chiến, đã khiến cộng đồng Công giáo lâm vào cảnh khó xử. Về cơ bản, đối với Pháp, Giám mục Lê Hữu Từ được cho là "không có ác cảm riêng tư", nhưng muốn mọi dân tộc độc lập, tự quyết và chống lại kiểu chính trị gia thực dân.
Chính quyền Hồ Chủ tịch về cơ bản đồng thuận cho Giám mục Lê Hữu Từ quản lý khu vực Phát Diệm (quyền tự trị trong liên minh với Việt Minh và quyền có quân đội riêng.  Phát Diệm trên thực tế đã được miễn thực hiện chủ trương tiêu thổ kháng chiến, trong khi giám mục khuyên bảo giáo dân đóng thuế cho Việt Minh. Lợi dụng danh xưng Cố vấn, Giám mục Từ sau đó đi khắp các vùng Bùi Chu và Phát Diệm diễn thuyết lên án chủ trương tản cư bắt buộc và tiêu thổ kháng chiến. Trên thực tế, cả hai bên chính quyền và giáo quyền đều không hài lòng với cách giải quyết này: Chính quyền cho lập các Uỷ ban Nhân dân tại các làng xã, kể cả trong địa phận thuộc quyền giám mục và thành lập các Mặt trận Công giáo để đưa các giáo dân tham gia kháng chiến chống Pháp. Về phía Phát Diệm, một số đảng phái chống Việt Minh đến sinh sống tại Phát Diệm và tấn công các người dân ủng hộ Việt Minh. Việt Minh không xâm nhập vào khu An Toàn, khu vực xung quanh Tòa giám mục Phát Diệm, nằm trong Khu Tự trị Phát Diệm.

#### Giai đoạn 1945–1946
Nội dung thư luân lưu số 5 của Lê Hữu Từ ngày 3 tháng 12 năm 1945 đề cập đến tầm quan trọng của việc bầu cử và hướng dẫn bầu cử, nhân dịp tổ chức bầu cử Quốc hội Việt Nam Dân chủ Cộng hòa. Trong thư, ông đánh giá Nghị viện Nhân dân có vai trò quan trọng đối với quốc gia và ảnh hưởng đến cả luân lý và tôn giáo, do đó người Công giáo và hàng giáo sĩ Công giáo không thể thiếu đại diện trong Quốc hội. Lê Hữu Từ nhận định người Công giáo là thiểu số, nên nếu tất cả tín đồ đi bỏ phiếu, chỉ đạt từ 25–30 nghị viên trong tổng số 300 nghị viên, nên đề nghị cổ động tín đồ Công giáo cũng như ngoài Công giáo bỏ phiếu cho người Công giáo, hoặc người Phật giáo lương thiện để tạo ích lợi chính đáng và bảo vệ quyền lợi chính đáng. Nhận thấy sự quan trọng của cuộc bầu cử, giám mục Từ và linh mục Hoàng Quỳnh liên lạc và đề ra kế hoạch Liên đoàn Công giáo và Công giáo Cứu quốc phải vận dụng mọi khả năng trong cuộc bầu cử. Cuộc tổng tuyển cử được tiến hành ngày 6 tháng 1 năm 1946. Phía Công giáo đề nghị bốn ứng viên và phía Tổng bộ Việt Minh cũng như vậy. Hai bên tuyên truyền và cạnh tranh gay gắt. Kết quả sơ bộ công bố cho thấy liên danh gồm bốn ứng viên Công giáo giành chiến thắng trên hầu hết các huyện trong tỉnh, nhưng kết quả của tỉnh công bố chính thức, chỉ có một ứng viên Công giáo giành phần thắng là ông Ngô Tử Hạ và ba ứng viên Việt Minh trúng cử. Cho rằng có sự gian lận trong bầu cử (một trong hai liên danh phải thắng trọn vẹn), Giám mục Từ đánh điện văn phản đối kết quả đến chính phủ và chuẩn bị biểu tình nhằm đả đảo bầu cử gian lận. Chính phủ gửi điện văn hồi đáp cho biết đã có sự nhầm lẫn trong kiểm phiếu và xác nhận linh mục Phêrô Maria Phạm Ngọc Chi đã trúng cử. Giám mục Từ sau đó cho phép linh mục Chi khước từ sự trúng cử này.
Chủ tịch nước Việt Nam Dân chủ Cộng hòa Hồ Chí Minh đến Phát Diệm gặp Giám mục Lê Hữu Từ vào giữa tháng 1 năm 1946 trong một chuyến thăm không báo trước Giám mục Từ và các linh mục hứa hết sức giúp đỡ công cuộc kháng chiến, kiến quốc. Chủ tịch Hồ đã nhận xét giám mục Từ là bạn của tôi và là vị lãnh đạo sáng suốt của đồng bào Công giáo. Trong chuyến thăm này, Hồ Chí Minh đề nghị giám mục Lê Hữu Từ đảm nhận chức Cố vấn Tối cao cho chính phủ. Trong buổi gặp mặt bất ngờ, giám mục Từ và Hồ chủ tịch đàm đạo trong phòng riêng, trong khi các linh mục Phát Diệm hội tụ tại phòng khách Giám mục và giáo dân Phát Diệm được huy động để chào đón [Hồ Chủ tịch]. Dân chúng sau đó đưa Hồ chủ tịch và giám mục Lê ra Nhà hát Lớn để chào mừng. Trong lời đáp từ, Hồ chủ tịch cũng công bố việc bổ nhiệm giám mục Từ làm cố vấn. Từ đó, mọi người gọi Lê Hữu Từ là Đức Cố vấn. Các nhạc sĩ viết nhiều bài hát ca tụng ông.
Với tư cách cố vấn, Giám mục Lê Hữu Từ tìm gặp Hồ Chủ tịch nhằm phản đối ông này và chính phủ đã ký kết hiệp định sơ bộ với Pháp ngày 6 tháng 3 năm 1946. Trong cuộc gặp mặt, Lê Hữu Từ cho rằng các đảng phái quốc gia và nhân dân đang trách chính phủ, châm biếm nội dung và mỉa mai lời thề [không chỉ đường cho Pháp] trong bản tuyên ngôn độc lập. Sau khi nhận được hồi đáp của Hồ Chủ tịch về tình thế chính trị, giám mục Từ khẳng định ông tin tưởng Hồ Chí Minh trong lần này. Tuy vậy, Lê Hữu Từ sau khi về đến Phát Diệm đã nói với các linh mục và bộ tham mưu, cho rằng Hồ Chủ tịch đã bán nước bằng cách hòa hoãn với Pháp để tiêu diệt các đảng phái quốc gia. Với mong muốn giúp đỡ các đảng phái này, Giám mục Từ cử đại diện đến gặp Nguyễn Hải Thần. Tuy vậy, giám mục Từ thất vọng vì họ đầy chia rẽ và thiếu sự nhất trí chống lại Việt Minh.
Chính quyền thành lập các đoàn thể cứu quốc: Bô lão cứu quốc, phụ nữ cứu quốc và nhi đồng cứu quốc. Riêng thanh niên được huy động vào miền Nam đánh Pháp. Nhằm mục đích đối chọi với các đoàn thể này, Giám mục Lê Hữu Từ cho phép Tổng bộ Công giáo cứu quốc thành lập các chương trình: luyện võ để giữ lại thanh niên, các nhóm cứu thương dành cho phụ nữ và các nhóm Nhi Hồng hoạt động theo kiểu hướng đạo sinh cho thiếu nhi. Chính phủ tổ chức Nghiệp đoàn Lao công Quốc tế, lo sợ tổ chức này nắm trong tay nhiều thành phần là người Công giáo tại Kim Sơn, Lê Hữu Từ thông qua Hội đồng Địa phận quyết định thành lập các nghiệp đoàn Lao Công Công giáo. Nghiệp đoàn này được chính phủ hợp thức hóa ngày 22 tháng 10 năm 1946 và chính thức ra mắt ba ngày sau đó với sự tham gia của đại diện chính phủ.
Hồ Chí Minh nhiều lần thăm hỏi bằng thư từ với cố vấn Lê Hữu Từ trong năm 1946. Sự liên lạc của hai phía là tốt đẹp, ít nhất là trên bề mặt. Giám mục Từ cử linh mục Nguyễn Gia Đệ đến tiễn Hồ chủ tịch đi Pháp cuối tháng 5 năm 1946. Nhằm phản đối việc Hồ Chí Minh ký Tạm ước Việt – Pháp (tạm ước 14 tháng 9), giám mục Lê Hữu Từ và linh mục Đoàn Độc Thư đến gặp Hồ Chủ tịch tại phòng riêng vào ngày 24 tháng 10 năm 1946. Tại cuộc gặp ngắn này, Lê Hữu Từ công khai rằng sẽ nếu chính phủ còn tái lầm lỗi, chính tôi sẽ huy động dân chúng đứng lên phản đối.... Giám mục cố vấn cũng hỏi Hồ chủ tịch về vấn đề vệ quốc quân đánh chiếm các địa bàn kiểm soát của các đảng phái quốc gia khi ông đang ở Pháp, Hồ chủ tịch cho biết ông chưa nắm rõ tình hình vì vừa về Việt Nam và hứa sẽ thu xếp. Sau khi tình hình tạm ổn định với việc hạn chế được sự can thiệp từ Trung Quốc và Pháp, Việt Minh nhanh chóng tấn công các ngôi làng từ chiến đấu chống Việt Minh. Trong bối cảnh này, Giám mục Lê Hữu Từ bị mưu sát hụt bởi một cán bộ an ninh Việt Minh.Trước tình hình cuộc chiến sắp nổ ra với Pháp, Hồ Chủ tịch cố gắng sửa chữa mối quan hệ [ngày càng xấu đi] với giám mục Từ bằng việc tái khẳng định quyền tự do tôn giáo. Giám mục Từ nối lại quan hệ với chính phủ, do cần thêm thời gian trang bị vũ khí.
Ở các khu vực quân Pháp kiểm soát, việc tuyên truyền lên án việc Giám mục Lê Hữu Từ theo Việt Minh, mà Việt Minh theo chủ nghĩa Cộng sản. Tờ báo Hồn Công giáo cũng nhận định Việt Minh và nhận định chính phủ hiện thời là chính phủ theo chủ nghĩa Cộng sản, do đó gây nhiều hiểu lầm dẫn đến việc rất nhiều đoàn thể từ các địa phận khác đến Phát Diệm chất vấn giám mục Từ. Nhận thấy cần có một chuyến xuất ngoại, Giám mục Từ và linh mục Thư đến thăm các địa phận Hà Nội (14 tháng 10), Bắc Ninh (17 tháng 10), Hải Phòng (20 tháng 10), Thái Bình (22 tháng 10), Bùi Chu (29 tháng 10) Thanh Hóa (1 tháng 11) và Vinh (1 tháng 11). Cuộc gặp ngày 14 tháng 10 năm 1946 với Giám mục Địa phận Hà Nội Chaize Thịnh và các linh mục tại Tòa giám mục. Giám mục Chaize và các linh mục tại đây chống đối việc làm của Giám mục Từ vì cho rằng theo Việt Minh Cộng sản đánh Pháp. Sau các giải đáp và trình bày từ đoàn Phát Diệm (với khẳng định rằng Phát Diệm biết rõ Việt Minh theo chủ nghĩa Cộng sản), giám mục Chaize và các linh mục thay đổi thái độ. Giám mục Hà Nội đồng ý cần triệu tập Hội nghị Giám mục và Linh mục Tổng quản để thống nhất phương án hành động, đồng thời biện thư giới thiệu về phương án của giám mục Từ với các giám mục ngoại quốc khác. Các cuộc gặp sau đó với các vị đứng đầu các địa phận sau đó đều thống nhất rằng nên tổ chức một hội nghị. Do chiến tranh Việt – Pháp ngày 19 tháng 12 năm 1946 xảy ra, mọi kế hoạch về Hội nghị ngày 6 tháng 1 năm 1947 bị tan vỡ. Nhận định trong hoàn cảnh chiến sự nổ ra, Giám mục Lê Hữu Từ cho rằng: tình thế sẽ rất khó khăn trong những ngày sắp tới vì quân Pháp sẽ tiến tới, còn Việt Minh thì vừa lùi vừa đàn áp các người quốc gia; Các đảng phái quốc gia thì mỗi ngày mỗi yếu kém cho nên Phát Diệm chúng ta phải tự lo liệu lấy...
Về vấn đề đảng phái, trong năm 1946, giám mục Lê Hữu Từ nhiều lần lưu ý giáo dân và giáo sĩ: thận trọng trước những lời tuyên truyền theo đảng phái khôn khéo rằng đã được giám mục Từ ủng hộ (tháng 2 năm 1946), lưu ý về các người tự xưng từ các đảng phái khác nhau đến lôi kéo giáo dân Công giáo: các linh mục nên cẩn thận, các giáo hữu không nên vội tin, vì có thể là do cạm bẫy kẻ thù dò xét thái độ của người Công giáo, yêu cầu trả lời: người Công giáo không làm đảng phái, chỉ biết có Chính phủ và Giáo hội (thư luân lưu số 9, tháng 8 năm 1946); thư chung số 15 ngày 29 tháng 12 năm 1946, Giám mục Từ cho biết đã cố gắng hỗ trợ những người bị bắt [vì theo các đảng phái], yêu cầu các linh mục ngăn cản những người vào các đảng phái chống chính phủ.
Giám mục Lê Hữu Từ cũng cổ động lập Công giáo Cứu quốc ở các xứ đạo, hủy bỏ cờ tam tài và cờ long tinh, bỏ một số bài thổi kèn Tây. Ông cũng khuyến nghị các linh mục mở các lớp bình dân học vụ để tránh cho giáo hữu bị thua thiệt. Trong các lá thư luân lưu, giám mục địa phận Phát Diệm cũng lưu ý đến các vấn đề khác như: mở trường tư thục Công giáo (thư số 12; tháng 10 năm 1946); vấn nạn Cộng sản (thư 14; tháng 12 năm 1946); ủng hộ giáo dân tham gia các ban cứu trợ nạn nhân, chiến sĩ và thương bình; các vấn đề y tế như bệnh sốt rét.

#### Quản lý Phát Diệm giai đoạn 1947–1948 và bị mưu sát
Khi Pháp tái chiếm Đông Dương, chính phủ Việt Minh dời lên Việt Bắc. Dưới sự kích động của người Pháp, cùng với sự quá khích của dân chúng, một số cuộc xung đột đã nổ ra giữa lương dân và giáo dân. Để xoa dịu những xung đột và tránh những ảnh hưởng bất lợi, chủ tịch Hồ Chí Minh đã nhiều lần gửi thư cũng như gửi các đặc phái viên để giải quyết xung đột, cố gắng tranh thủ sự ủng hộ của Giám mục Lê Hữu Từ cũng như giới Công giáo.
Từ cuối năm 1946, đã có khoảng 5000 người bị Việt Minh bắt giữ do cáo buộc hoạt động đảng phái và thiếu tinh thần kháng chiến. Riêng những người Công giáo bị bắt vì giữ cờ Pháp và cờ Long Tinh, một số vì theo đảng phái, và những người giữ các chức vụ trong đạo: trùm trưởng, thành viên hội đồng xứ, lãnh đạo Công giáo Cứu quốc và Liên đoàn Công giáo,... Trước tình hình này, Giám mục Lê Hữu Từ gửi thư đến Hồ Chí Minh yêu cầu trả tự do cho những người vô tội. Ông đánh giá các hành động bắt giữ người dân vô tội gây ảnh hưởng đến tình đoàn kết dân tộc, chia rẽ tôn giáo và khiêu khích Công giáo. Hồ Chí Minh đã gửi phái đoàn trung ương dẫn đầu bởi Bộ trưởng Bộ Lao Động Nguyễn Văn Tạo để dàn xếp và gửi bí thư riêng Vũ Đình Huỳnh đến thăm, xin lỗi và trả tự do cho những người mà giám mục Từ can thiệp, nhất là trong vụ việc tại Văn Hải. Trong vòng một tuần, Hồ Chí Minh gửi ba phái đoàn và hai bức thư đến giám mục Lê Hữu Từ. Nhận được thư ngày 10 tháng 2 năm 1947 của Hồ chủ tịch, Giám mục Lê gửi thông tư ngày 15 cùng tháng đến [các linh mục Phát Diệm], nội dung trích lại hai lá thư của chủ tịch nước và nhắc nhở người Công giáo cần có tinh thần ái quốc, tham gia kháng chiến; phải dè dặt với các tin đồn vì chính sách của chính phủ với tôn giáo, riêng với Công giáo là rõ ràng; cần tỏ tình đoàn kết với người không Công giáo.  Ngày 23 tháng 3, với nội dung chính là khuyên linh mục không nói chuyện chính trị trong nhà thờ; đoàn kết chống Pháp, đặt vấn đề đảng phái sang một bên; các linh mục tuyệt đối không tiếp người lạ khi không có giấy giới thiệu của giám mục và cầu nguyện cho tổ quốc và đồng bào mau tự do và hạnh phúc. Nhằm tránh các đảng phái lợi dụng danh nghĩa Công giáo để hoạt động với mục đích riêng và chứng tỏ giáo dân Công giáo hăng say tham gia kháng chiến, giám mục Từ cho củng cố tổ chức Công giáo Cứu Quốc.
Khu vực Phát Diệm trở thành nơi ẩn náu cho nhiều người tản cư sau khi chiến tranh Việt Pháp nổ ra tháng 12 năm 1946 và những người bị Việt Minh truy nã. Nhận được tin báo ông Ngô Đình Diệm bị Việt Minh đưa đi, Giám mục Lê Hữu Từ can thiệp bằng cách cùng linh mục Nguyễn Quang Hàm, Ngô Tử Hạ đến gặp Hồ Chí Minh thông tin và yêu cầu trả tự do. Yêu cầu này được Hồ Chủ tịch đáp ứng. Vì số người tản cư đến quá đông, Lê Hữu Từ thiết lập Ủy ban Cứu tế Tản cư ngày 13 tháng 2 năm 1947. Cùng vì nạn đói lan rộng trong năm 1947, Giám mục Lê Hữu Từ dùng tư cách cố vấn tối cao chính phủ để miễn thuế cho hai tỉnh Ninh Bình và Nam Định.
Cùng với dân chúng tản cư vào Phát Diệm, các cán bộ Cộng sản cùng theo dân chúng, lập một phòng tuyên truyền tại phố Thượng Kiệm, đưa các thông tin về hoạt động của Giám mục Lê Hữu Từ và địa phận Phát Diệm nhằm hạ uy tín. Ngày 10 tháng 2 năm 1947, hai linh mục Hoàng Quỳnh và Đoàn Độc Thư được giám mục Từ ủy quyền thành lập phòng thông tin tuyên truyền Công giáo Cứu Quốc. Để tránh những sai lệch do truyền miệng sau khi nghe thông tin từ phòng thông tin, ngày 5 tháng 7 năm 1947, giám mục Từ ra thông báo thành lập tuần báo Tiếng Kêu. Sau khi Pháp nhảy dù xuống Phát Diệm tháng 10 năm 1949, tờ báo này đình bản, tiếp nối bởi tờ Lượm Tin và Đời Sống cho đến khi di cư. Nhằm thăm dò phản ứng từ chính quyền, Giám mục Từ ủy quyền linh mục Đinh Ngọc San nộp đơn xin phát hành tờ báo Tiếng Vang với danh nghĩa cơ quan ngôn luận của Ban Văn hóa Địa phận Phát Diệm nhưng không có phản hồi.
Ngày 5 tháng 9 năm 1947, Tống Viết Dung (tên thật là Lê Văn Cương), cán bộ Công giáo và ông Cai Chính, liên lạc của cố vấn Lê Hữu Từ trên đường về trụ sở Tổng bộ Công giáo Cứu quốc thì bị Công an Việt Minh đuổi và bắt được ông Dung. Nhận được tin báo, Lê Hữu Từ thảo văn thư can thiệp, yêu cầu trao trả tự do cho ông Dung và mời công an trưởng đến thảo luận. Công an cho biết ông Tống Viết Dung bị tạm giữ do có tin báo ông này là đảng viên đảng Duy Dân chống chính phủ. Sau khi ông Dung được đưa ra cano rạng sáng ngày hôm sau và tử vong, thi hài ông được trục vớt ngày 7 tháng 9 và được xác nhận có nhiều thương tích, nhất là vết thương ở vùng đỉnh đầu. Nghi lễ an táng cho ông Dung được giám mục Từ cử hành bắt đầu từ khoảng 14 giờ 30 chiều ngày 8 tháng 9 với sự tham gia của một số quan chức chính quyền và rất đông giáo dân. Giám mục Từ yêu cầu không mang vũ khí để đảm bảo trang nghiêm và hòa khí cho tang lễ. Trong bối cảnh tang lễ, phát súng bí mật phát ra từ phòng thông tin của chính phủ Việt Minh ghim sát cạnh Giám mục Lê Hữu Từ và sau đó lại có nổ súng (do mâu thuẫn giữa đoàn diễu hành và công an). Phẫn nộ vì cho rằng giám mục bị ám sát, nhiều người ập vào căn nhà phát ra tiếng súng, dùng gậy, kiếm đánh trọng tương các cán bộ Việt Minh, xé các biểu ngữ, sách báo, bích chương và đập nát bàn ghế. Tiểu đội Thần Phong dìu giám mục Lê và linh mục Đoàn Độc Thư, và ba viên chức chính phủ vào điếm canh, sau đó đoàn Xung phong đưa về Tòa giám mục Phát Diệm. Vệ quốc quân can thiệp và vãn hồi được trật tự vào lúc 21 giờ cùng ngày. Hai phía công an và Công giáo đối kháng suốt đêm ngày 9 tháng 9, tuy vậy không có đụng độ xảy ra. Theo một tờ báo tư nhân tại Hà Nội, vụ khiêu khích, khủng bố tại Phát Diệm do chính phủ Cộng sản gây ra, Giám mục Lê Hữu Từ bị mưu sát hụt.
Sáng ngày 10 tháng 9, một bản bá cáo do Giám mục Lê Hữu Từ, Thứ trưởng Thương binh Ngô Tử Hạ, ông trung đội trưởng Hoàn đồng ký tên được công bố. Giám mục Lê Hữu Từ cũng cho công bố Thư Luân lưu số 21 với nội dung muốn gửi bá cáo chính thức về vụ việc xô xát trong ngày hôm trước. Một thư ngắn của Lê Hữu Từ cũng kêu gọi giáo dân mở tuần cửu nhật cầu nguyện bình an và giữ gìn địa phận được ban hành sau đó vào ngày 12 tháng 9. Ngày 15 tháng 9, phái đoàn do chính phủ Việt Minh có cuộc gặp với Giám mục Lê Hữu Từ, cho biết biến cố chỉ là hậu quả của dân chủ trong buổi phôi thai và cho biết đã điều chuyển công tác ông ty trưởng công an Kim Sơn, đồng thời thông báo chủ tịch nước Hồ Chí Minh sẽ gửi phái đoàn cao cấp về trình bày một giải pháp có lợi cho cả đôi bên. Thư Luân lưu số 22 gửi giáo dân địa phận ngày 22 tháng 9 cùng năm, Giám mục Từ lần thứ tư khẳng định nghiêm cấm giáo dân tham gia các đảng phái chính trị.
Ngày 15 tháng 9 năm 1947, một phái đoàn chính phủ do linh mục Phạm Bá Trực dẫn đầu đã đến Phát Diệm, trình bày bức thư do Hồ Chủ tịch viết, trong đó khẳng định do cảm mến Cố vấn, Hồ Chủ tịch mong muốn nhượng lại quyền quản lý toàn quận Kim Sơn, gồm 15 tổng và 150.000 giáo dân lại cho Giám mục cố vấn Lê Hữu Từ toàn quyền quản lý. Cũng nêu trong giải pháp là chính phủ sẽ rút toàn bộ viên chức cả về hành chính và quân sự ra khỏi khu vực này. Lo sợ đây là một âm mưu, Giám mục Lê Hữu Từ từ chối đề nghị này, trong khi theo gương giáo hoàng, chỉ nhận một vùng đất nhỏ để tượng trưng cho sự cảm kích với đề nghị của chủ tịch, với yêu cầu là sự việc phải được công khai. Linh mục Trực, đại diện chính phủ, linh mục Đoàn Độc Thư, đại diện Giám mục và linh mục Phạm Ngọc Chi, đại diện giáo sỹ Phát Diệm tham gia một sự kiện tại Uỷ ban Hành chính Kháng chiến Kim Sơn để công bố việc này. Khu An toàn Phát Diệm chính là vùng đất nhỏ mà giám mục Lê Hữu Từ chính thức quản lý từ đây, và mọi nhân viên Chính phủ phải được phép của ông mới có thể đi vào. Trung tâm khu chính của An toàn khu là Tòa giám mục Phát Diệm, với khi diện tích khoảng 1x3km.
Trong một cuộc học tập và kiểm thảo tại Ninh Bình do Ủy ban Hành chính Kháng chiến Khu III chủ tọa, Phát Diệm bị phê bình là thiếu tinh thần kháng chiến. Do những lời phê bình này, Lê Hữu Từ và Phát Diệm tổ chức những việc để tham gia kháng chiến như: mở lớp và họp Thanh niên Công giáo Cứu quốc, làm lễ tuyên thệ cho cán bộ Công giáo Cứu quốc và xin mua súng, võ trang cho dân quân Công giáo Cứu quốc. Nhà hát Lớn Phát Diệm trở thành trung tâm huấn luyện quân sự cho tổ chức này. Trong hồi ký, Giám mục Từ nhận định phải tự vệ cứng cáp mới làm việc được với chính phủ Cộng sản. Giám mục Từ xin mua súng, Hồ Chủ tịch giới thiệu đến Bộ trưởng Quốc phòng Phan Anh và đã nhận được phép, tuy vậy không có giấy tờ được ký và cho phép bằng miệng. Về vấn đề mua súng, Giám mục Hải Phòng Gomez Lễ, sau khi bàn với Khâm sứ Tòa Thánh Drapier đã hỗ trợ và cho vay mượn 1.000.000 đồng để mua súng. Xe cá nhân của giám mục Từ nhiều lần dùng để vận chuyến vũ khí và không bị xét hỏi do có thư giới thiệu của Chủ tịch Ủy ban Hành chính Kháng chiến Ninh Bình. Mỗi khi súng đạn đến nơi, ông thông báo đến Ủy ban hành chính và công an.
Không thể lợi dụng giám mục Lê Hữu Từ, Pháp muốn tung tin giám mục đã liên lạc [với Pháp], đã bị giám mục Từ phản ứng rằng không bao giờ liên lạc và không xin súng người Pháp. Vì thái độ ương ngạnh của Giám mục Từ, Pháp tiến hành ném bom Phát Diệm. Sáng ngày 22 tháng 11 năm 1947, Pháp hai lượt tấn công Phát Diệm và Nhà chung Phát Diệm, nhà nguyện trường Thầy giảng. Vụ tấn công làm thiệt hại nhiều cơ sở, làm 27 người chết, 32 người bị thương. Trong cuộc chiến giữa Pháp và Việt Minh, giám mục Từ tại khẳng định sự trung lập của Phát Diệm và yêu cầu cả hai bên tôn trọng sự tự chủ của Phát Diệm. Giám mục Lê Hữu Từ, trên thực tế đã gửi đại diện của mình thương thảo với mật vụ Pháp tại Hà Nội để mua vũ khí. Thỏa thuận đạt được việc Giám mục Lê Hữu Từ mua vũ khí từ miền Nam Trung Quốc từ Tưởng Giới Thạch. Quân Pháp đã hỗ trợ thuyền vũ khí thoát khỏi cuộc tập kích của Việt Minh tại Thái Bình để về đến Phát Diệm tháng 12 năm 1947. Địa phận Phát Diệm được tổ chức thành 3 khu quân sự là khu Phát Diệm, khu Phúc Nhạc và khu Gia Khánh, Gia Viễn, Nho Quan. Tất cả đều được đặt dưới quyền chỉ huy chung của "Tổng bộ Tự vệ Công giáo", do linh mục [Hoàng Quỳnh làm Tổng chỉ huy.
Từ tháng 11 năm 1948, sau khi Giám mục Bùi Chu là Giuse Đa Minh Hồ Ngọc Cẩn qua đời, Tòa Thánh chỉ định ông kiêm Giám quản Tông tòa Hạt Đại diện Tông Tòa Bùi Chu. Ảnh hưởng và tổ chức của ông tiếp tục lan ra đến Bùi Chu. Cả một khu vực Bùi Chu–Phát Diệm trở thành khu tự trị Công giáo với 40 vạn giáo dân, dưới sự cai quản của ông, ngoài quyền kiểm soát của chính quyền Việt Nam Dân chủ Cộng hòa.

#### Giai đoạn 1949–1951
Giám mục Lê Hữu Từ thường nhắc nhở mọi người: "Chúng tôi (hay chúng ta, tùy trường hợp) chỉ biết phụng sự Thiên Chúa và Tổ quốc..., chúng tôi trọng công bình, bác ái, mưu hạnh phúc, hòa bình. Nhưng cộng sản đến, chúng tôi đánh! Mà thực dân đến, chúng tôi cũng đánh!". Tới đầu năm 1949, Phát Diệm giữ được cảnh ổn định, dân chúng di cư đến nhiều, các hoạt động dân sự, tôn giáo, và kháng chiến diễn ra hòa hợp. Thư ngày 25 tháng 1 năm 1949, Giám mục Lê Hữu Từ lên án Pháp: "Quân lính Pháp, với một sự dã man tột độ, đã phá huỷ tất cả, không trừ một thứ gì, kể cả nhà thờ. Trong vòng một năm, gần 300 nhà thờ đã bị bom đánh phá". Ông đã bị Pháp xếp vào hàng ngũ là loại người "có đầu óc quốc gia hơn hết" và là "linh hồn của cuộc kháng chiến chống Pháp". Chính vì vậy, thực dân Pháp dùng cách chia rẽ giám mục Từ với khả năng kháng chiến.
Sau nhiều thương lượng, chính phủ Pháp cộng tác với Bảo Đại thành lập Quốc gia Việt Nam vào tháng 3 năm 1949. Tuy được Pháp xem là "đối thủ của Việt Minh", nhưng trên thực tế, rất ít người dân Việt Nam và trên thế giới xem đây là một quốc gia độc lập. Đại diện của chính quyền này là Đại úy Trần Văn Đôn nhanh chóng liên lạc với linh mục Minh (từng là đại diện không chính thức của Giám mục Từ thương thuyết với Pháp) về khả năng chính quyền Bảo Đại hỗ trợ cho tờ báo của Giáo phận. Giám mục Từ, tuy không tin vào chính quyền Bảo Đại, nhưng lo ngại bị tấn công bởi cả Pháp và Việt Minh, đã thỏa hiệp. Thư chung ngày 20 tháng 10 cùng năm, Giám mục Lê Hữu Từ bác bỏ thông tin từ hãng thông tấn AFP cho rằng cuộc hành quân của Pháp được tiến hành vì chính quyền Bảo Đại nhận được lời đề nghị của Giám mục Lê Hữu Từ. Ông tuyên bố: "Không hề bao giờ tôi có thể có ý tưởng kêu gọi quân đội Pháp đến cứu giúp chúng tôi khỏi một sự nguy hiểm gì" và "Tôi không hề có một sự tiếp xúc nào với Chính phủ Bảo Đại."
Hồ Chí Minh nhiều lần gọi ông là "người bạn thân thiết", "người bạn quý mến"... Ông thường thư từ với Hồ chủ tịch và cộng tác với chính phủ Việt Nam Dân Chủ Cộng hòa khi cử linh mục đi uý lạo đồng bào miền Nam Trung Bộ đầu năm 1949. Ông cũng được ghi nhận đã cho huy động giáo dân phá cầu Trì Chính để cản đường quân Pháp hành quân năm 1949. Trước đó, Chủ tịch Hồ Chí Minh đã nhờ Giám mục Từ nhờ giáo dân hỗ trợ phá cầu khi yêu cầu về chiến thuật cần thiết đến việc này.
Sau cái chết của Giám mục Tiên khởi người Việt Nam Gioan Baotixita Nguyễn Bá Tòng, cựu giám mục Phát Diệm, Giám mục Lê Hữu Từ, tuy là giám mục người Việt thứ năm, là một trong ba giám mục Việt Nam còn sống vào thời điểm tháng 8 năm 1949. Ông lúc này đã kiêm chức Giám quản Địa phận Bùi Chu, sau khi giám mục Giuse Đa Minh Hồ Ngọc Cẩn qua đời. Tờ Catholic New Service ngày 24 tháng 8 năm 1949 ghi nhận rằng cho đến thời điểm này, Giám mục Lê Hữu Từ đã bị ám sát hụt ba lần. Tờ báo cũng ghi nhận số giáo dân Phát Diệm vào thời điểm này là 120.000 người trên địa bàn có 420.000 cư dân.
Trái với những tuyên truyền chống đối, Lê Hữu Từ là người quyết liệt chống thực dân. Cho tới cuối thập niên 1940, ông đã thành công trong việc bảo vệ khu tự vệ Phát Diệm–Bùi Chu khỏi cả thực dân lẫn cộng sản. Tính đến năm 1949, 40.000 nông dân được huấn luyện bài bải và được  trang bị vũ khí hạng nhẹ và nhờ đó 70% diện tích vùng đồng bằng sông Hồng được đảm bảo an ninh.
Tháng 10 năm 1949, một toán lính dù của chính quyền thuộc địa Pháp nhảy dù xuống Phát Diệm, chỉ huy bởi Đại úy Nguyễn Văn Vỹ. Tuy đã đàm phán với Đại úy Vỹ, Giám mục Từ không thể nào công khai việc chào đón công khai người Pháp. Chính ở điểm này, lực lượng dân quân Công giáo được huy động để "đánh lại" quân ngoại xâm, sau vài phát đạn từ dân quân Phát Diệm và hai phát chỉ thiên từ quân Pháp, Phát Diệm chính thức đầu hàng và Giám mục Lê Hữu Từ đã ký một thỏa thuận đình chiến. Việt Minh cho rằng Giám mục Lê Hữu Từ là một kẻ phản bội và đây chỉ là một kế hoạch cho lính dù thuộc lực lượng Pháp đáp xuống và sẽ có thêm lực lượng Pháp đáp xuống khu vực nghĩa trang. Việt Minh cho rằng cuộc tấn công này của Pháp nhằm xây dựng một hệ thống bù nhìn, tách rời nửa triệu giáo dân Công giáo khỏi phong trào kháng chiến chống Pháp. Dù mang tính miễn cưỡng trên tinh thần tiếp tục "chán ghét Pháp và khinh thường Bảo Đại", kể từ sự kiện này, Giám mục Từ đã dự phần vào cuộc chiến ở vị trí nghiêng về quân Pháp. Sự kiện này đánh dấu sự thay đổi của Giám mục Từ về việc liên kết với Việt Minh, khi giáo dân thiếu liên kết với Việt Minh và nghi ngờ tổ chức này là Cộng sản. Cộng đồng Công giáo Phát Diệm và cả Bùi Chu dần suy tính đến phương án Bảo Đại để không liên kết với Cộng sản trong khi vẫn giành được độc lập. Chính phủ Bảo Đại trên thực tế được Tòa Thánh Vatican công nhận vào tháng 3 năm 1950. Sau khi phương án dựa vào chính quyền Bảo Đại giành độc lập không thành, giám mục Từ trên thực tế trong một trạng thái "chờ liên kết lại với Việt Minh".
Bước sang năm 1950 khi xung đột trên bán đảo Đông Dương đã mang màu sắc của Chiến tranh Lạnh, Việt Nam Dân chủ Cộng hòa ngày càng gắn kết với khối cộng sản quốc tế, cả thực dân Pháp và cộng sản Việt Nam đều muốn kiểm soát khu tự vệ Công giáo. Dù trên nguyên tắc đã thỏa thuận với chính phủ Bảo Đại và Pháp, chính quyền Pháp có rất ít ảnh hưởng lên Phát Diệm. Các giám mục vẫn là người quản lý Phát Diệm, có quyền trang bị và huấn luyện quân sự cho dân địa phương, để cử các quan chức tỉnh, thu thế và nhận trợ cấp từ Pháp. Về phía Việt Minh, khu vực [tự trị Phát Diệm] trở thành địa điểm buôn lậu hàng hóa như muối và thuốc cho các khu vực Việt Minh kiểm soát tại Thanh Hóa và Vinh. Một bài báo xuất bản tháng 1 năm 1950 đề cập đến vấn đề hạn chế ảnh hưởng của tuyên truyền bởi những người Cộng sản. Giám mục Lê Hữu Từ đào tạo chủng sinh, giáo sư chủng viện và cắt cử 80 đại chủng sinh và 5 linh mục đến các giáo xứ để thực hiện một chiến dịch phản tuyên truyền. Mỗi thứ bảy, bài giảng về chủ nghĩa Mác và lý thuyết xã hội của Giáo hội và cách thức chống lại chủ nghĩa Cộng sản được công bố và lắng nghe bởi tín đồ và các người không theo Công giáo. Cũng trong năm 1950, vào tháng 10, giám mục Từ đã cho 50 người gồm linh mục, tu sĩ và giáo dân đi du học Rôma.
Nhân dịp Năm Thánh Công giáo 1950, giám mục Lê Hữu Từ có chuyến viếng thăm Rôma. Trên chuyến đi, Giám mục Từ đã dừng chân tại Paris để gặp các quan chức cấp cao của Pháp, gồm Tổng thống Pháp Vincent Auriol, Thủ tướng Pháp René Pleven, Robert Schuman, Jean Letourneau, Georges Bidault. Ông yêu cầu nước Pháp chấp nhận và tuyên bố rõ ràng về Việt Nam là một quốc gia độc lập. Nhằm giải thích các hoạt động mang tính quyền bính thế tục, Giám mục Lê Hữu Từ cho gửi thư ký linh mục Phạm Quang Hàm đã có cuộc gặp để trình bày tình hình và hoàn cảnh của Giám mục Từ với Trưởng Bộ Thường vụ Phủ Quốc vụ khanh Tòa Thánh, Tổng giám mục Montini Sau khi xem xét tình hình, Tòa Thánh thông báo thông cảm cho hoàn cảnh của Giám mục Lê Hữu Từ, tuy nhiên khuyến cáo giám mục Từ chấm dứt tình trạng dính dáng tới thế quyền và trao quyền hành chính cho giáo dân để phòng tránh bất trắc. Giám mục Từ đã làm theo khuyến cáo này.

#### Giai đoạn 1951–1954

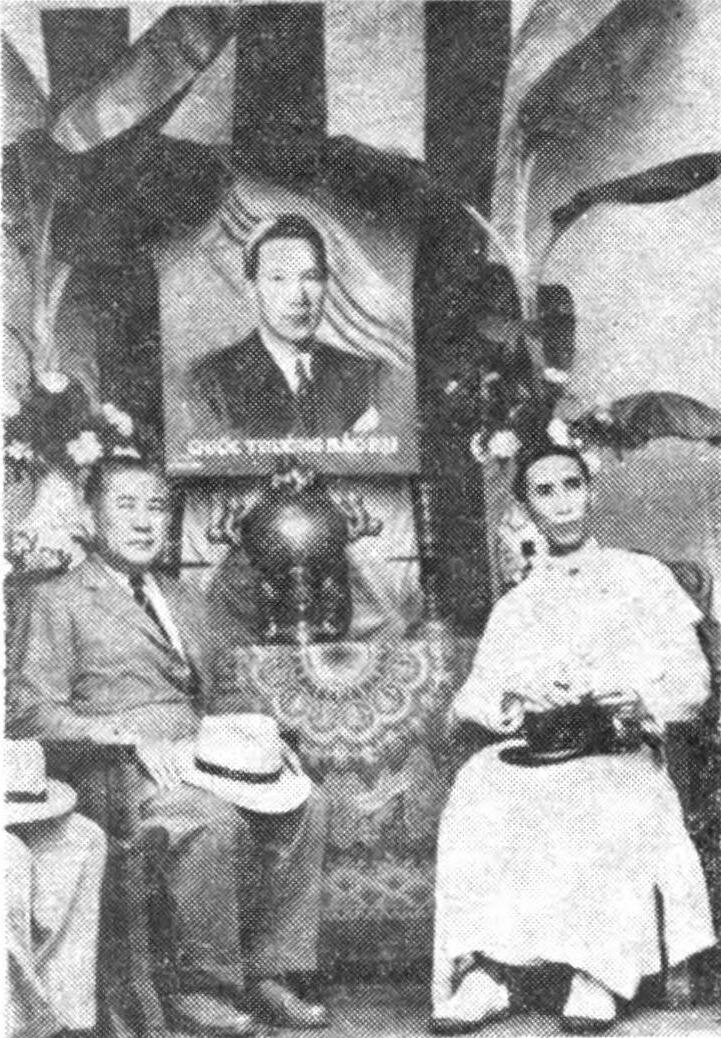
Thủ tướng kiêm Bộ trưởng Ngoại giao Chính phủ Quốc gia Việt Nam Trần Văn Hữu (trái) và Giám mục Lê Hữu Từ (phải)

Trong một bài báo nói về Phát Diệm được công bố trên Times vào tháng 1 năm 1951, khi nói về việc quản lý khu tự vệ Phát Diệm, Giám mục Lê Hữu Từ cho biết "Ở đây [Phát Diệm], chúng tôi rất nhân từ". Tại Phát Diệm, thuế và công lý là sự pha trộn giữa truyền thống và một số quyết định của giám mục Từ. Giám mục cũng là người bổ nhiệm các viên chức tòa án cũng như địa phương. Giám mục Từ cho biết tại Phát Diệm không có án tử hình, và hình phạt dành cho tội ăn trộm là giam giữ trong vài tháng cho đến khi tên trộm ăn năn hoặc theo đạo. Giám mục Từ cũng thừa nhận về việc cho đánh các gián điệp khi bắt được họ, để tra khảo thông tin. Tuy trên danh nghĩa, giám mục Lê Hữu Từ là tổng chỉ huy quân độ̣i tại Phát Diệm và Bùi Chu, quyền điều hành thực tế là ở Ngô Cao Tùng (đến Phát Diệm từ tháng 5 năm 1950). Ông Ngô tuyên bố từng là thiếu tá, cố vấn quân sự Quốc dân đảng phục vụ tại miền Nam Trung Quốc dưới trướng Tưởng Giới Thạch. Về chi tiết, 1.700 lính chính quy dưới quyền ông Ngô, gọi là Groupe Mobile Autonome (GMA). Đội quân này còn có "5 chiếc xe jeep, 7 xe tải 6 bánh GMC và hai cái radio." Dưới quyền giám mục Từ gồm 5.800 dân quân được trang bị thô sơ, trừ mũ với số vũ khí khoảng 30 súng trường cũ cho một đội quân gồm 120 người. Quân đội Việt Minh thỉnh thoảng vẫn đột kích vào khu tự trị, tuy vậy, cho đến lúc này [khoảng năm 1950], chưa có cuộc tấn công lớn vào khu vực. Nền thần quyền của Lê Hữu Từ được nhận định còn thể hiện qua các trường học đạo (chủng viện) và đời, trại trẻ mồ côi và các nhà thờ cỡ lớn.
Tính đến năm 1951, số lượng dân quân tự vệ Công giáo ước tính lên đến 6.000 người. Phóng viên báo Times nhận định Giám mục Từ và Giám mục Chi (Bùi Chu) đã duy trì các khu tự vệ Công giáo của mình một cách độc lập. Giám mục Lê Hữu Từ là Giám mục Công giáo duy nhất trên thế giới, trừ chính giáo hoàng, có quân đội riêng gồm 7 tiểu đoàn (2 chính quy và 5 dân quân). Bao quanh nhà thờ chính tòa là doanh trại quân đội và cạnh nơi chỗ ở của các linh mục là nơi chế tạo vũ khí. Ông được ghi nhận là đã thành công chống lại những người Cộng sản ở một khu vực rộng lớn từ năm 1945 cho đến khi quyết định hợp tác với Bảo Đại.
Bị kẹt ở giữa [các phe phái chính trị], cuối cùng Lê Hữu Từ cũng đồng ý hợp tác với Quốc gia Việt Nam do cựu hoàng Bảo Đại đứng đầu. Cũng trong thời kỳ này, [Phát Diệm] bắt đầu có lượng vũ khí thực sự và các giáo xứ bắt đầu đào tạo giáo dân về quân sự. Tuy vậy sự xung khắc của ông với thực dân Pháp vẫn giữ nguyên. Tinh thần dân tộc của ông thậm chí còn được Hồ Chí Minh và những người cộng sản khâm phục. Sự thù địch của Giám mục Từ đối với Pháp đã dẫn đến cuộc gặp riêng giữa Giáo hoàng đối với Tướng Pháp Jean de Lattre de Tassigny vào năm 1951 nhằm tìm cách kiềm chế giám mục Từ. Giám mục Từ của Phát Diệm (và giám mục Chi của Bùi Chu) gia nhập Quốc gia Việt Nam vào tháng 4 năm 1951. Giám mục Lê Hữu Từ cho biết đã tuyên bố trung thành với chính phủ Bảo Đại, nhưng trên thực tế ông cai quản khu vực tương tự như một quốc gia độc lập.
Cũng khoảng năm 1951, quân đội Việt Nam Dân chủ Cộng hòa mở cuộc tấn công lớn vào khu vực để tấn công lực lượng dân quân Công giáo cũng như các lực lượng chống Cộng sản, và 20 tiền đồn dân quân tự vệ Phát Diệm đã đào ngũ chỉ sau 48 giờ. Giáo dân Phát Diệm trong tình thế bị bao vây đã chống trả quyết liệt. Trong chiến dịch sông Đáy cuối tháng 5 năm 1951, quân Việt Minh tấn công quân Pháp tại Phát Diệm. Dù tình báo Pháp đã báo trước, quân dân địa phương vẫn bất ngờ. Giám mục Từ bị chỉ trích vì cho rằng tình hình vẫn ổn, làm cho quân Pháp thiếu chuẩn bị. Quân Việt Minh nhanh chóng tiến về Phủ Lý, cắt đường giao thông và bao vây khu vực. Tuy chống trả quyết liệt, các đội quân Công giáo không thành công chống lại quân Việt Minh. Tuy được quân Pháp đến hỗ trợ đánh lui Việt Minh, đội quân này đã có các hành vi trộm cướp, hãm hiếp cư dân Phát Diệm. Trận giao tranh này đối với quân Pháp đã xóa đi viễn tượng cai trị theo lối chuyên chế phong kiến của các giám mục, cũng như cho thấy các đội quân Công giáo đã sụp đổ nhanh chóng và phải nhờ sự giúp đỡ của Pháp [mới không đi đến diệt vong]. Quân Pháp sau đó thông báo với các giám mục rằng họ sẽ đóng quân tại Phát Diệm, cũng như giải tán các nhóm dân quân thiếu hiệu quả, xây dựng các nhóm còn lại và thuộc quyền Pháp. Pháp cũng sẽ cử một số người đảm nhận các chức vụ dân sự. Jean de Lattre de Tassigny đổ lỗi cho giáo dân Phát Diệm, vì không cung cấp tin tình báo, đã [gián tiếp] hại chết con trai ông. Quyền tự trị về hành chính của Phát Diệm chính thức chấm dứt vào tháng 6 năm 1951. Các lực lượng quân sự địa phương của Phát Diệm chính thức tan rã từ đây. Sau khi chờ đợi hơn một năm rưỡi, Giám mục Lê Hữu Từ chấm dứt chính sách liên kết với Việt Minh, nhiều lần từ chối đến trú ẩn tại Thanh Hóa theo lời mời của Việt Minh. Tháng 11 năm 1951, Giám mục Lê Hữu Từ tham gia cuộc họp của các giám mục Đông Dương và cùng với bốn Giám mục Việt Nam khác, ký tên vào Thư Chung năm 1951.
Khoảng tháng 4 năm 1953, Giám mục Lê Hữu Từ có cuộc gặp với ứng viên Đảng Dân chủ trong cuộc bầu cử Tổng thống Hoa Kỳ Adlai Stevenson II tại Phát Diệm. Cuộc gặp mặt này nằm trong khuôn khổ chuyến thăm Việt Nam của ông Stevenson. Giám mục Lê Hữu Từ từng khuyên cựu hoàng Bảo Đại đi tị nạn tại Mỹ thay vì cộng tác với thực dân Pháp vào năm 1953. Ông đã đến đàm pháp trực tiếp với lãnh sự quán Mỹ tại Hà Nội mà không thông qua Pháp. Năm 1954, chính phủ Pháp cử tướng François de Linares đến gặp mặt Giám mục Lê Hữu Từ để thông báo việc chính phủ Pháp quyết định trao tặng ông Bắc Đẩu bội tinh. Tuy đã thuyết phục Giám mục Từ nhận bằng việc gợi ý ông đeo bội tinh này ở sau lưng, giám mục Từ kiên quyết khước từ.

### Di cư và công việc mục vụ tại miền Nam
Giai đoạn 1954–1959

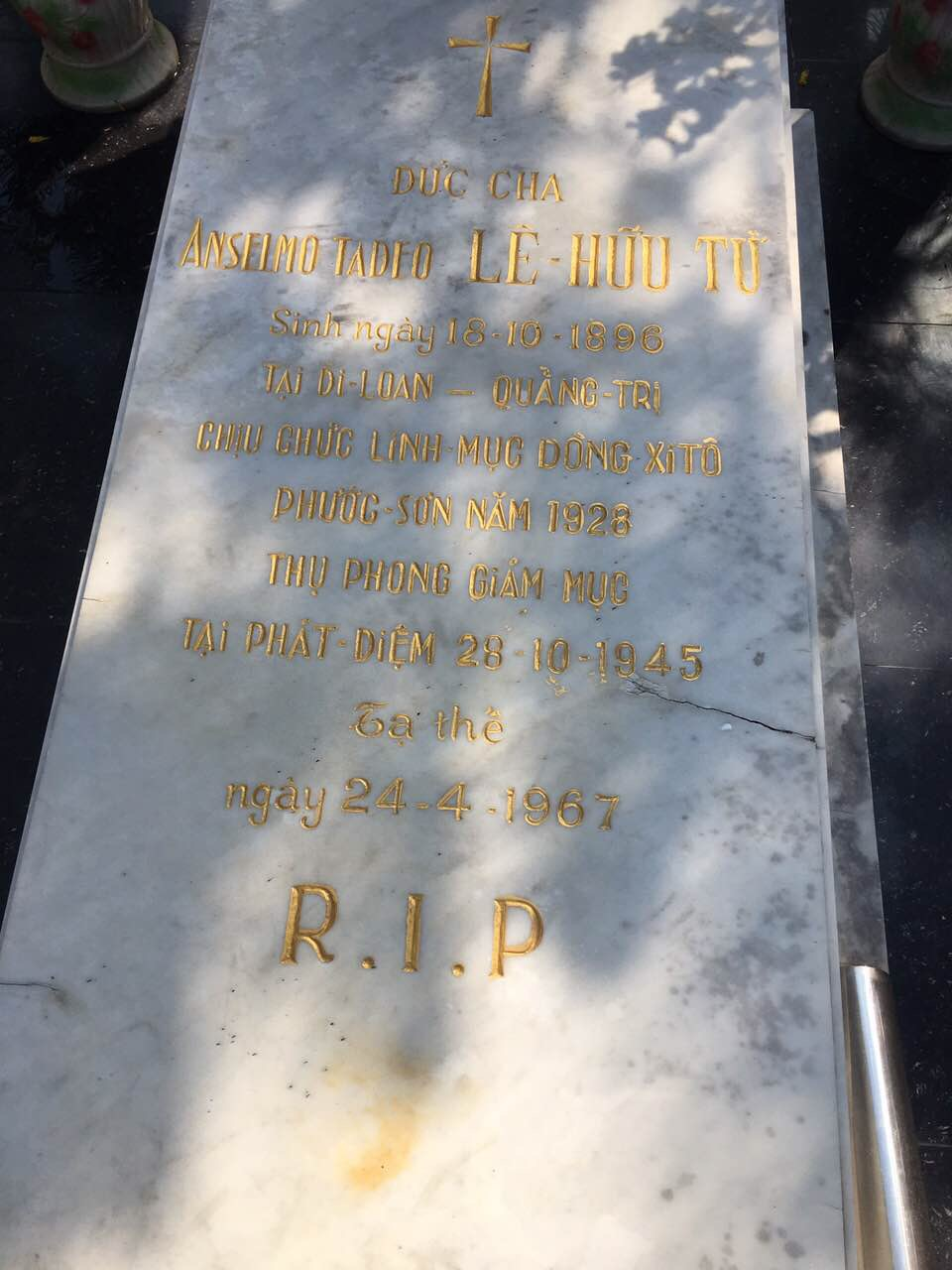
Bia mộ Giám mục Tađêô Lê Hữu Từ

Sau chiến thắng của Việt Nam Dân chủ Cộng hòa ở trận Điện Biên Phủ khiến quân Pháp thất bại, giám mục Lê Hữu Từ cùng một số giám mục khác mất đi hy vọng duy trì khu tự vệ và quyết định di tản vào miền Nam.
Sau khi dự cuộc họp với chính quyền tại Hà Nội và nhận được tin chắc chắn về việc quân đội Việt–Pháp chắc chắn rút lui khỏi Phát Diệm, và Giám mục Lê Hữu Từ chỉ đạo giáo dân ngay lập tức rời Phát Diệm. Giáo dân và chủng sinh rời bến đò bằng canô, ra cửa biển để lên tàu lớn. Giám mục Lê Hữu Từ giơ tay về hướng di chuyển, đi cùng một quan chức Pháp di chuyển trên ca nô cuối cùng, do đi sát bờ, đã bị quân đội Việt Minh ném lựu đạn vào. Tuy không bị thương, máu của các người bị thương trên canô vấy trên áo giáo sĩ trắng của Giám mục Từ. Đoàn người sau đó [tiến ngược] ra Hải Phòng và các chủng sinh được cho tạm trú tại Đại chủng viện Hải Phòng. Ngày 30 tháng 6 năm 1954, Giám mục Từ cùng với 143 linh mục và 80.000 giáo dân Phát Diệm thực hiện cuộc di cư vào Nam. Theo số liệu từ sách Việt Nam Giáo sử, Giám mục Lê Hữu Từ di cư cùng 119 linh mục đang đảm trách 68 giáo xứ, 46 đại chủng sinh, 145 tiểu chủng sinh. Ở lại địa phận có linh mục Phaolô Bùi Chu Tạo, 29 linh mục (số linh mục quản xứ là 60), 1 dòng nam, 3 dòng nữ tu, 60 tiểu chủng sinh. Giám quản Địa phận là linh mục Phaolô Nguyễn Đắc Liêm. Sau khi di cư, Giám mục Lê Hữu Từ được cho là đã cố gắng đứng ngoài chính trị. Tiến sĩ Phạm Kim Long cho rằng Giám mục Lê Hữu Từ đã rơi vào tình trạng bị "thất sủng" sau đợt di cư này. Tuy ý định ban đầu là rời Phát Diệm đến Sài Gòn, giám mục Lê Hữu Từ từng có ý sắp xếp cho chủng sinh Phát Diệm tu học tại Hà Nội, tuy vậy cuối cùng lại quyết di cư vào miền Nam. Chủng viện đáp tàu di cư vào miền Nam ngày 14 tháng 7. Sau khi vào miền Nam, ông đã thương lượng với giáo xứ Phú Nhuận mua lại một khu đất giáo xứ không sử dụng đã lâu, và từ đó xây dựng Tiểu chủng viện Phát Diệm tại Phú Nhuận. Tiểu chủng viện hoàn thành và đưa vào sử dụng từ cuối năm 1954. Ngoài ra, ngay sau khi di cư, ông còn cho xây dựng cơ sở Dòng Mến Thánh Giá Phát Diệm tại Gò Vấp ngay sau khi di cư để tiếp tục các chương trình mục vụ.
Con số binh lính của khu tự trị Phát Diệm được Times ghi nhận và công bố vào tháng 10 năm 1954 là 10.000 người. Cuối tháng 6 năm 1954, làn sóng di cư từ Phát Diệm khởi sự. Giám mục Lê Hữu Từ cho tập trung giáo dân địa phận thành từng khối nhằm hỗ trợ lẫn nhau và cho họ định cư tại các vùng Bình Xuyên, Gia Kiệm, Phương Lâm, Bảo Lộc, Cần Thơ. Một bức điện thư đề ngày 13 tháng 12 năm 1954 của Đại diện Đặc biệt Hoa Kỳ tại Việt Nam J. Lawton Collins (1954-55), được gửi bởi Đại biện Hoa Kỳ tại Việt Nam Randolph Appleton Kidder thông tin về biến động chính trị tại Việt Nam Cộng hòa gửi đế Bộ Ngoại giao Hoa Kỳ. Nội dung bức thư đề cập đến cuộc trao đổi của Collins với Giám mục Lê Hữu Từ vào ngày 11 tháng 12 cùng năm. Giám mục Từ được trích dẫn là đã cho rằng những hy vọng [của người dân] vào ông Ngô Đình Diệm từ khi ông này lên nắm quyền đã tiêu tan ít là một nửa, trong khi họ ngày càng bất mãn với ông Diệm. Giám mục Từ nhận định [ông] Diệm là người yêu nước lương thiện nhưng thiếu quyết đoán và bị bao vây bởi những cố vấn tồi, hầu hết đều là thành viên trong gia đình ông, là một người có tinh thần độc đoán và sẽ liên kết để chống lại những người có năng lực. Giám mục Từ đánh giá rằng khó có người có khả năng thay thế ông Diệm, tuy vậy ông này cần cải thiện công tác quản trị. Về phần cựu hoàng đế Bảo Đại, ý kiến của Giám mục Từ rằng nên để ông này tiếp tục cư trú tại Pháp và sử dụng ông này là một biểu tượng của sự đoàn kết, nhưng thực tế chỉ là một nhân vật bù nhìn. Giám mục cũng công bố rằng ông tin ông Ngô Đình Diệm đang bị em mình là Ngô Đình Nhu khuyến khích tìm cách phế truất Bảo Đại.
Tại Việt Nam Cộng hòa, nhiều lần Giám mục Lê Hữu Từ can dự vào các phe phái nhằm đem lại sự thống nhất của chính phủ. Năm 1955, ông gặp ông Trình Minh Thế và thuyết phục thành công ông này đưa Quân đội Quốc gia Liên minh của ông hợp tác với chính phủ. Giám mục Từ cũng liên kết với Đại tá Thái Hoàng Minh (tham mưu của Bảy Viễn để đưa đội quân Bình Xuyên về với chính quyền Việt Nam Cộng hòa, tuy vậy sự việc không thành. Năm 1958, Mười Hương bị bắt giam giữ tại Tòa Khâm (Huế) và có gặp Vũ Ngọc Nhạ cũng bị bắt giam. Mười Hương sau đó đã truyền đạt ý nhắn Nhạ theo gót giám mục Từ và linh mục Hoàng Quỳnh, trở thành cầu nối giữa gia đình Ngô Tổng thống và khối công giáo di cư Phát Diệm–Bùi Chu. Nhờ mối liên hệ với linh mục Hoàng Quỳnh, sĩ quan tình báo Vũ Ngọc Nhạ trở thành người giúp việc cho Giám mục Lê Hữu Từ, trở thành người đóng vai trò cầu nối giữa Ngô Đình Diệm và giới Công giáo di cư.
Giám mục Lê Hữu Từ và Giám mục Simon Hòa Nguyễn Văn Hiền là hai đồng Chủ tịch của Đại hội Thánh Mẫu Toàn quốc được diễn ra vào năm 1959.
Giai đoạn 1960–1967
Tháng 4 năm 1960, sau khi các giám mục miền Nam Việt Nam họp cùng Khâm sứ Tòa Thánh Mario Brini, các giáo sĩ thống nhất quyết định đặt các chủng viện di cư dưới sự quản lý của "bản quyền địa phương" (quản lý địa phận tại nơi chủng viện hình thành). Đại chủng viện Thánh Giuse Sài Gòn trở thành một trong hai Đại chủng viện Miền, phụ trách đào tạo linh mục các địa phận Sài Gòn, Vĩnh Long và Cần Thơ. Nhân dịp này, ngày 17 tháng 6 năm 1960, Giám mục Lê Hữu Từ cùng Giám mục Tông Tòa Hạt Đại diện Tông Tòa Cần Thơ Phaolô Nguyễn Văn Bình đã quyết định đặt tên cho chủng viện này là Đại chủng viện Lê Bảo Tịnh. Hai giám mục cũng chọn linh mục Giuse Phạm Văn Thiên làm Giám đốc. Một nguồn tin khác cho rằng Chủng viện Lê Bảo Tịnh là cơ sở II của Đại chủng viện Sài Gòn.
Trong thập niên 1960, Giám mục Từ cho xây nhà hưu dưỡng Phát Diệm tại Gò Vấp và xây dựng cơ sở tại Roma nhằm tạo phương tiện tài chính để giúp đỡ địa phận Phát Diệm. Tuy cố gắng xa rời chính trị, Giám mục Lê Hữu Từ vẫn thường đến Phủ Tổng thống Việt Nam Cộng hòa để góp ý với ông Ngô Đình Diệm về những sai lầm của chính phủ.  Ông cho rằng sự tổ chức phòng thủ của Phát Diệm đã gợi ý nên chính sách ấp chiến lược của Việt Nam Cộng hòa. Giám mục Từ đau buồn trước vụ đảo chính giết chết ông Diệm năm 1963, và cho rằng Mỹ không thể dập tắt các cuộc nổi loạn tại Việt Nam. Ông xem xét đến việc sơ tán người Công giáo Việt Nam lần thứ hai, lần này là đến Australia.
Tại miền Nam Việt Nam, giám mục Lê Hữu Từ hỗ trợ giáo dân và linh mục tìm kiếm nơi định cư. Sau khi tình hình ổn định, ông cho mở lại các hoạt động sinh hoạt tôn giáo. Vài năm sau đó, giám mục Từ được Hội đồng Giám mục miền Nam cử giữ chức Giám đốc Trung tâm Công giáo Việt Nam mới thành lập và làm Tổng Tuyên úy Quân đội Việt Nam Cộng hòa. Ông còn đảm nhận vai trò Giám đốc tổ chức Bác ái Công giáo. Ông giữ các chức vụ này trong thời gian ngắn trước khi tham gia Công đồng Vatican II. Trong thời gian tham gia Công đồng, ông sinh sống tại trụ sở Phát Diệm tại Rôma, kiến thiết phát triển cơ sở mà sau này là Foyer Phát Diệm. Giám mục Lê Hữu Từ cũng đến Thụy Sĩ thăm các đan sĩ Dòng Xitô Việt Nam (L'Ordre de Cîteaux) và nhận tin mắc bệnh ung thư. Do sức khỏe suy yếu, ông hưu dưỡng tại tu viện Châu Sơn Đơn Dương, một chi nhánh của dòng Xitô Phước Sơn. Sau đó ông đến hưu dưỡng tại nhà An dưỡng Phát Diệm ở Gò Vấp.

## Qua đời
Giám mục Lê Hữu Từ qua đời vào ngày 24 tháng 4 năm 1967 tại An dưỡng viện Linh mục Phát Diệm ở Xóm Mới, Gò Vấp, Sài Gòn, sau 6 tháng mắc bệnh ung thư phổi.
Sau khi qua đời, thi hài cố giám mục được quàn tại đây trong hai ngày và ngày thứ ba được di chuyển đến Vương cung Thánh đường Đức Bà Sài Gòn. Lễ an táng được cử hành ngày 27 tháng 4 năm 1967, do Tổng giám mục Sài Gòn Phaolô Nguyễn Văn Bình làm chủ tế và Giám mục Phạm Ngọc Chi đọc điều văn. Tham gia tang lễ có một số lãnh đạo Việt Nam Cộng hòa như Nguyễn Văn Thiệu, Chủ tịch Ủy ban Lãnh đạo Quốc gia và Nguyễn Cao Kỳ, Chủ tịch Ủy ban Hành pháp Trung ương (tương đương Thủ tướng),... Đây là một tang lễ có số lượng người tham dự và số phương tiện trong đoàn đưa tang rất đông vào thời kỳ này. Mộ phần cố giám mục được xây dựng tại An dưỡng viện linh mục Phát Diệm (Gò Vấp, Thành phố Hồ Chí Minh). Cũng trong tang lễ, ông Nguyễn Văn Thiệu truy tặng cố giám mục Lê Hữu Từ Bảo quốc Huân chương hạng Hai và Anh dũng Bội tinh hạng Ba.

## Tông truyền
Giám mục Tađêô Lê Hữu Từ được tấn phong giám mục năm 1945, thời Giáo hoàng Piô XII, bởi:
- Chủ phong: Gioan Baotixita Nguyễn Bá Tòng, nguyên Đại diện Tông Tòa Hạt Đại diện Tông Tòa Phát Diệm.
- Giám mục phụ phong: Đa Minh Maria Hồ Ngọc Cẩn, Đại diện Tông Tòa Hạt Đại diện Tông Tòa Bùi Chu.

Giám mục Tađêô Lê Hữu Từ là giám mục truyền chức linh mục cho:
- Năm 1949, Phaolô Giuse Phạm Đình Tụng, cố Hồng y, Tổng giám mục Tổng giáo phận Hà Nội.

Giám mục Tađêô Lê Hữu Từ đóng vai trò chủ phong trong nghi thức truyền chức cho giám mục:
- Năm 1950, giám mục Phêrô Maria Phạm Ngọc Chi, cố Giám mục chính tòa Giáo phận Đà Nẵng.
- Năm 1950, giám mục Giuse Maria Trịnh Như Khuê, cố Hồng y, Tổng giám mục Tổng giáo phận Hà Nội.
- Năm 1953, giám mục Giuse Trương Cao Đại, cố giám mục Tông Tòa Hạt Đại diện Tông Tòa Hải Phòng.[95]

Giám mục Tađêô Lê Hữu Từ đóng vai trò phụ phong trong nghi thức truyền chức cho các giám mục:
- Năm 1955, Simon Hòa Nguyễn Văn Hiền, cố giám mục chính tòa Giáo phận Đà Lạt.
- Năm 1955, Phaolô Nguyễn Văn Bình, cố Tổng giám mục Tổng giáo phận Thành phố Hồ Chí Minh.
- Năm 1961, Philípphê Nguyễn Kim Điền, cố Tổng giám mục Tổng giáo phận Huế.
- Năm 1961, Micae Nguyễn Khắc Ngữ, cố giám mục chính tòa Giáo phận Long Xuyên.
- Năm 1961, Giuse Trần Văn Thiện, cố giám mục chính tòa Giáo phận Mỹ Tho.
- Năm 1961, Antôn Nguyễn Văn Thiện, cố giám mục chính tòa Giáo phận Vĩnh Long.

## Nhận định
Tiến sĩ Phạm Huy Thông viết trong bài viết Cách mạng Tháng Tám với các Giám mục người Việt đăng tải trên website Ban Tôn giáo Chính phủ nước Cộng hòa Xã hội Chủ nghĩa Việt Nam:
| “ | Đến ngày Việt Nam tuyên bố độc lập (ngày 2 tháng 9 năm 1945), ở nước ta có 5 giám mục người Việt nhưng Giám mục Phan Đình Phùng đã mất năm 1940 nên chỉ còn lại 4 là Giám mục Nguyễn Bá Tòng, Hồ Ngọc Cẩn, Ngô Đình Thục và Lê Hữu Từ. Cũng còn nhiều điều chưa được làm sáng tỏ trong cuộc đời của các vị giám mục này nhưng có thể khẳng định: các vị giám mục người Việt tiên khởi này đều có tinh thần dân tộc, tha thiết với độc lập tự do của dân tộc ngay từ những ngày đầu cách mạng. | ” |